# SpaceX Crew-2
SpaceX Crew-2 (též USCV-2) byl druhý operační let americké kosmické lodi Crew Dragon v rámci programu komerčních letů s posádkou (Commercial Crew Program).

## Kosmická loď Crew Dragon
Crew Dragon je kosmická loď pro lety s posádkou navržená v rámci programu NASA CCDev, (Commercial Crew Development) společností SpaceX, především pro dopravu astronautů na Mezinárodní vesmírnou stanici. SpaceX ale loď používá i pro další účely mimo spolupráci s NASA (komerční programy Inspiration4, Axiom Space a Polaris).  

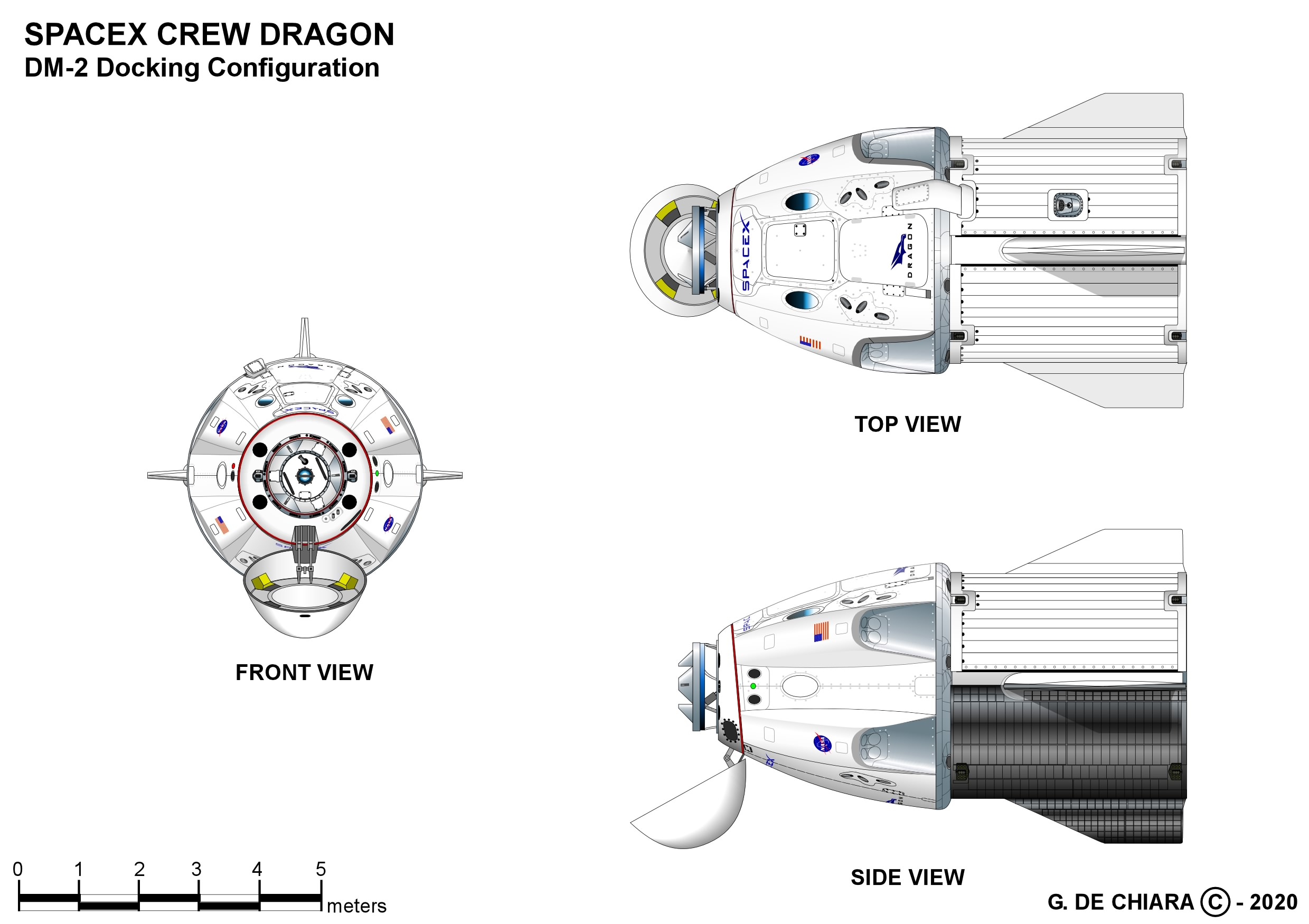
Crew Dragon v letové konfiguraci.

Crew Dragon tvoří znovupoužitelná kabina kónického tvaru a nástavec v podobě dutého válce (tzv. trunk). V kabině je hermetizovaný prostor o objemu 9,3 m3, v němž lze umístit sedačky až pro sedm osob (NASA pro lety k ISS využívá 4 místa). Nástavec je možné využít pro dopravu nákladu, který nemusí být umístěn v hermetizovaném prostoru (např. zařízení určeného pro umístění na vnější straně ISS, tedy v otevřeném kosmickém prostoru. Sestava kabiny a nástavce ve startovní pozici měří na výšku 8,1 metru a v průměru má 4 metry. 

## Průběh letu
Start proběhl 23. dubna 2021. Loď byla vynesena raketou Falcon 9 Block 5 z Kennedyho vesmírného střediska k Mezinárodní vesmírné stanici (ISS), kam dopravila čtyři členy posádky. K letu byla využita kabina C206 Endeavour, dříve použitá při letu Crew Dragon Demo 2. Kabina byla připojena k přednímu portu modulu Harmony.
NASA v polovině června oznámila, že konec mise z původně očekávané druhé poloviny října posouvá na první polovinu listopadu. SpaceX Crew-2 se na Zemi vydá poté, co se k ISS připojí SpaceX Crew-3 a posádky si předají činnosti.
Kosmonauti Robert Kimbrough a Thomas Pesquet uskutečnili ve dnech 16. června, 20. června a 25. června 2021 tři výstupy do volného prostoru z ISS kvůli instalaci první ze tří dvojic nových solárních panelů (Roll Out Solar Array, iROSA). Mimo stanici strávili celkem 20 hodin a 28 minut.
Kvůli očekávaném automatickému příletu lodi Boeing CST-100 Starliner na misi Boeing Orbital Flight Test 2 se loď C206 Endeavour i s celou posádkou v přetlakových oblecích na palubě automaticky odpojila od ISS 21. července 2021 v 10:45 UTC, vzdálila se od stanice o několik desítek metrů, manévrem se přemístila před horní port modulu Harmony a v 11:35 UTC se k němu připojila. Přední port se tak uvolnil pro přílet Starlineru.
Oproti původnímu plánu, který počítal s několikadenním společným pobytem posádek lodí SpaceX Crew-2 a SpaceX Crew-3 kvůli optimálnímu předání činností na palubě stanice, nakonec SpaceX Crew-2 odletěla před příletem další posádky. Tu na Zemi zdrželo počasí a drobný zdravotní problém jednoho z jejích členů. Situaci navíc komplikovalo, že se loď Endeavour blížila ke konci 210denní doby, pro kterou jsou Crew Dragony certifikovány k bezpečnému provozu, a že posádka na lodi objevila problém s netěsností toalety, který bránil v jejím používání během návratu (podobná závada se projevila už u letu Inspiration4 v lodi Resilience). K odpojení od stanice došlo 8. listopadu 2021 v 19:05 UTC a k přistání – po obletu stanice kvůli kontrolnímu fotografování – 9. listopadu v 03:33:16 UTC. Let trval celkem 199 dní, 17 hodin a 44 minut a stal se nejdelším letem v historii americké kosmonautiky, když o 32 a půl dne překonal do té doby rekordní let SpaceX Crew-1. Zařadil se také na sedmé místo v historické tabulce všech kosmických letů.

## Posádka
Dne 28. července 2020 potvrdila NASA posádku pro tuto misi.
Hlavní posádka:
- Robert Shane Kimbrough (3), NASA – velitel
- Katherine Megan McArthurová (2), NASA – pilotka
- Akihiko Hošide (3), JAXA – letový specialista
- Thomas Pesquet (2), ESA – letový specialista

(V závorkách je uveden dosavadní počet letů do vesmíru včetně této mise.)
Záložní posádka:
- Satoši Furukawa, JAXA – letový specialista
- Matthias Maurer, ESA – letový specialista

Pilotka mise Crew-2 Katherine Megan McArthurová je manželkou astronauta Roberta Behnkena, který letěl v misi SpX DM-2 ve stejné kabině a dokonce i na stejném sedadle. Jedná se o první let astronauta ESA na americké komerční vesmírné lodi.

## Galerie

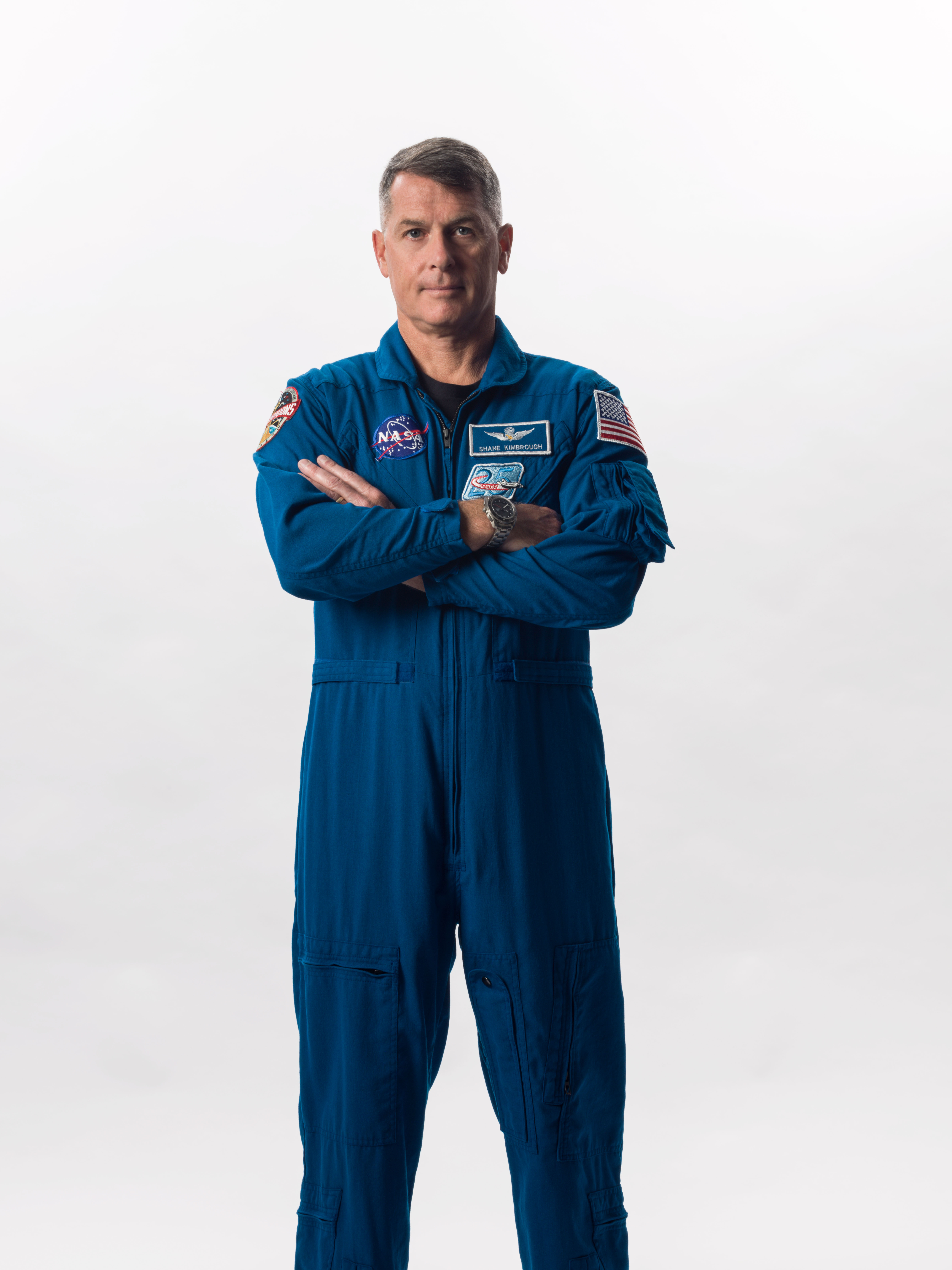
Velitel Shane Kimbrough
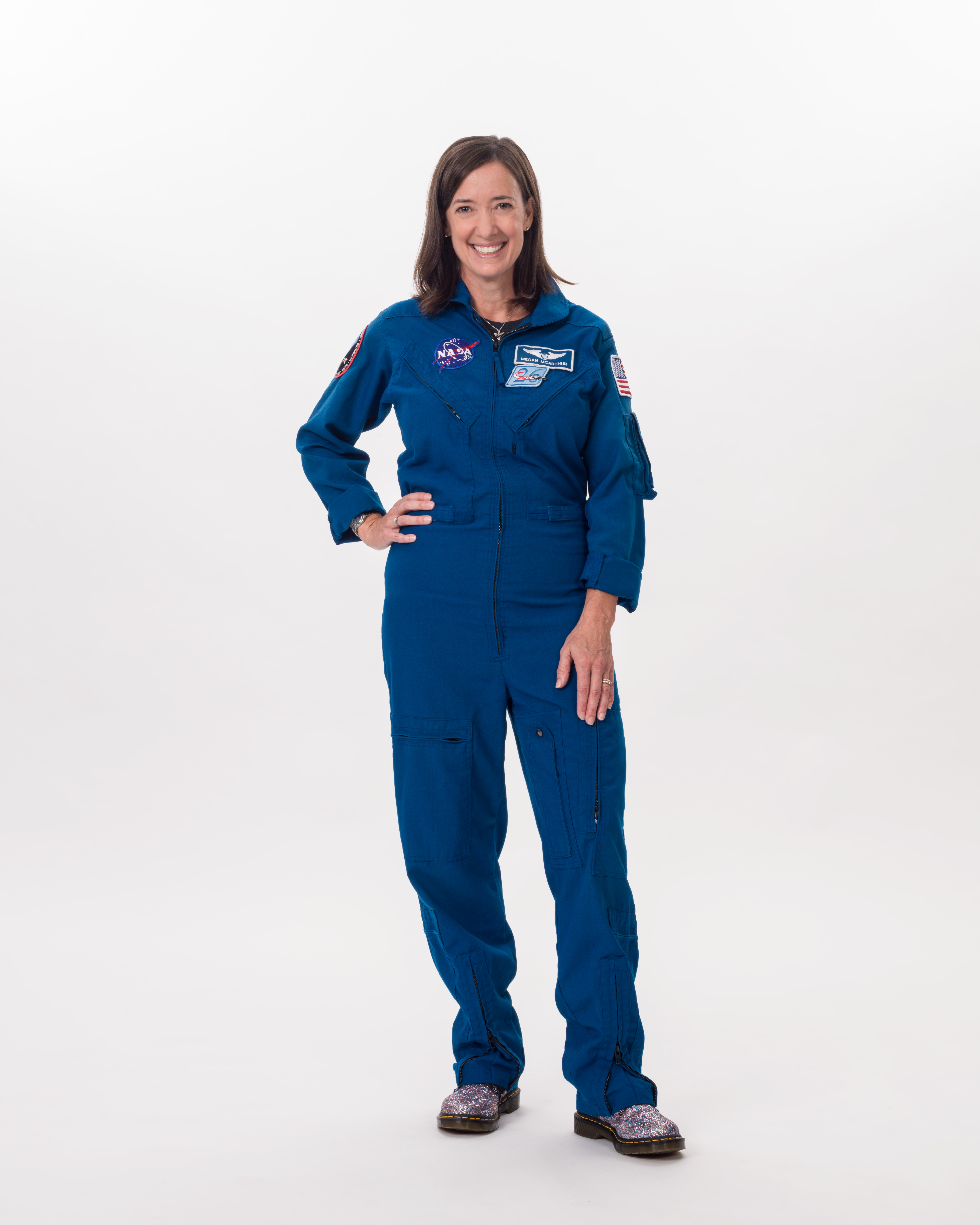
Pilotka Megan McArthurová
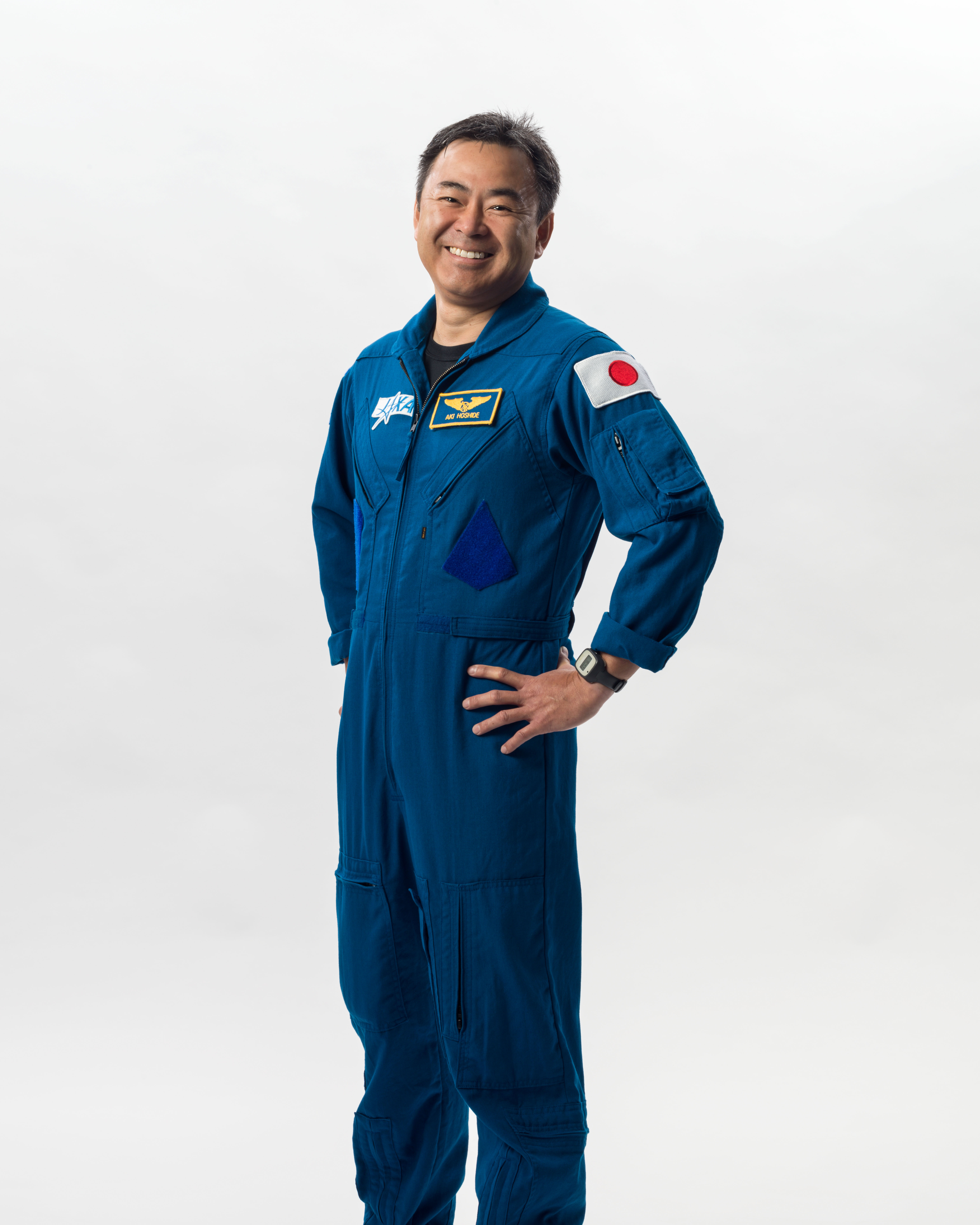
Letový specialista Akihiko Hošide
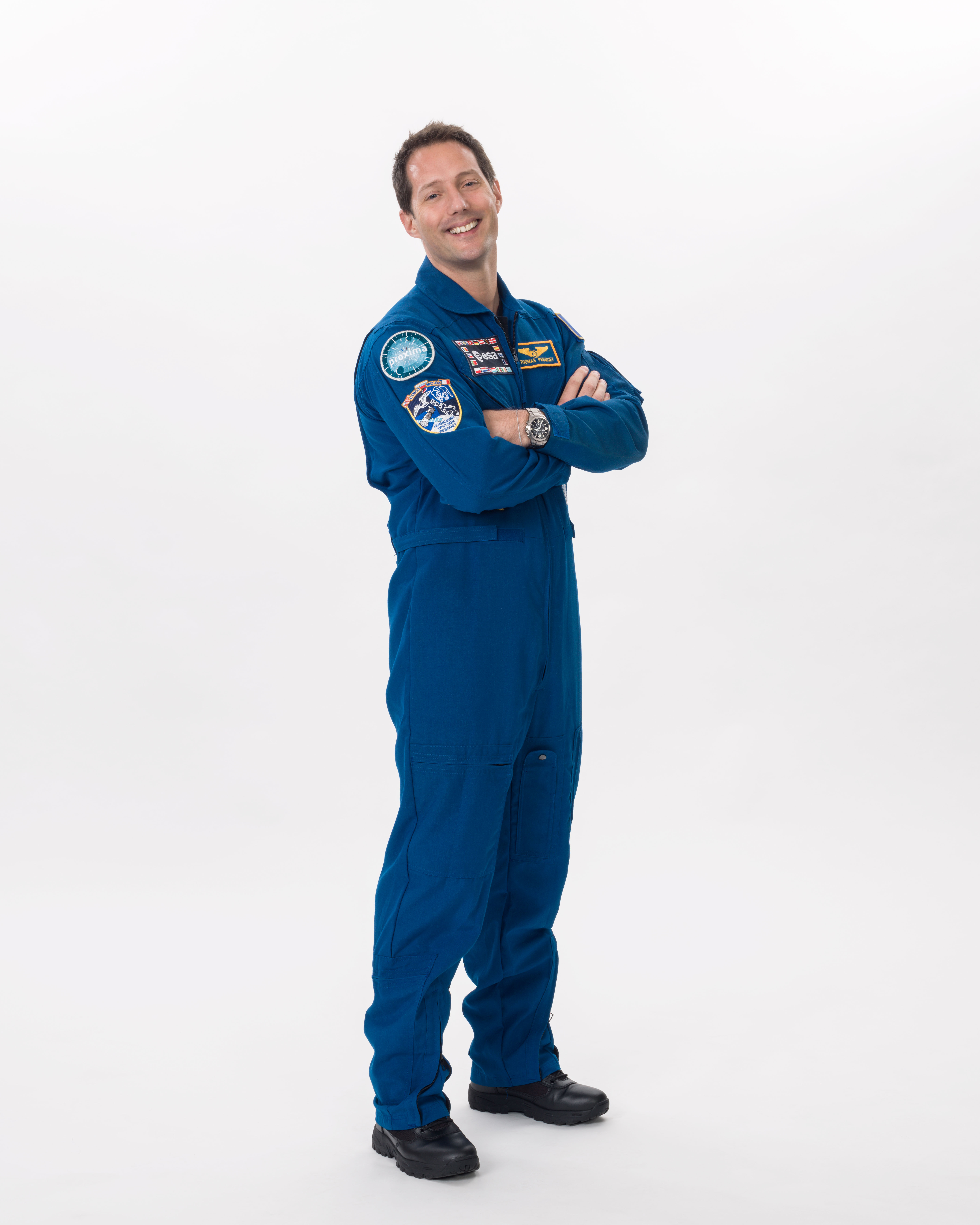
Letový specialista Thomas Pesquet
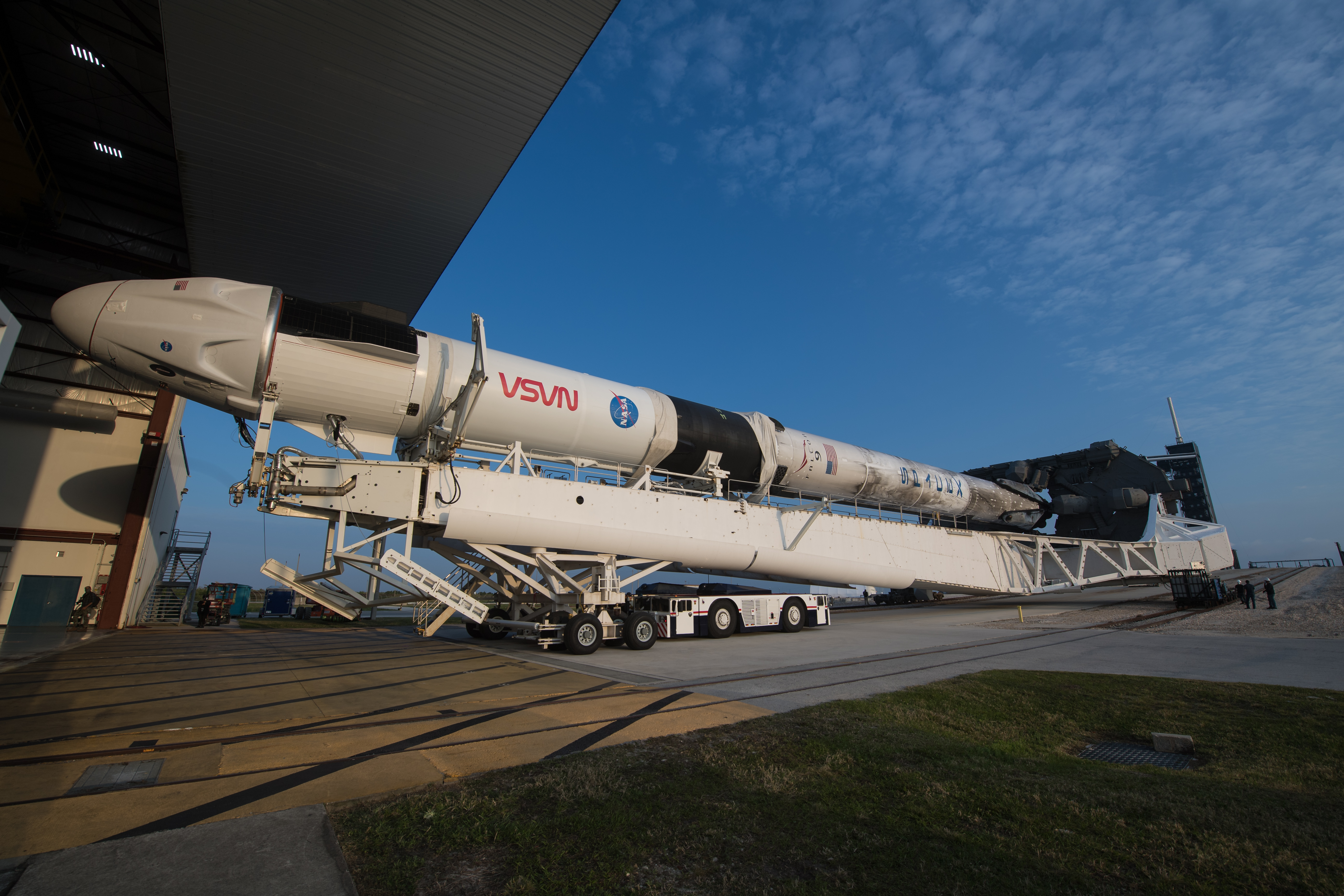
Vývoz rakety na rampu
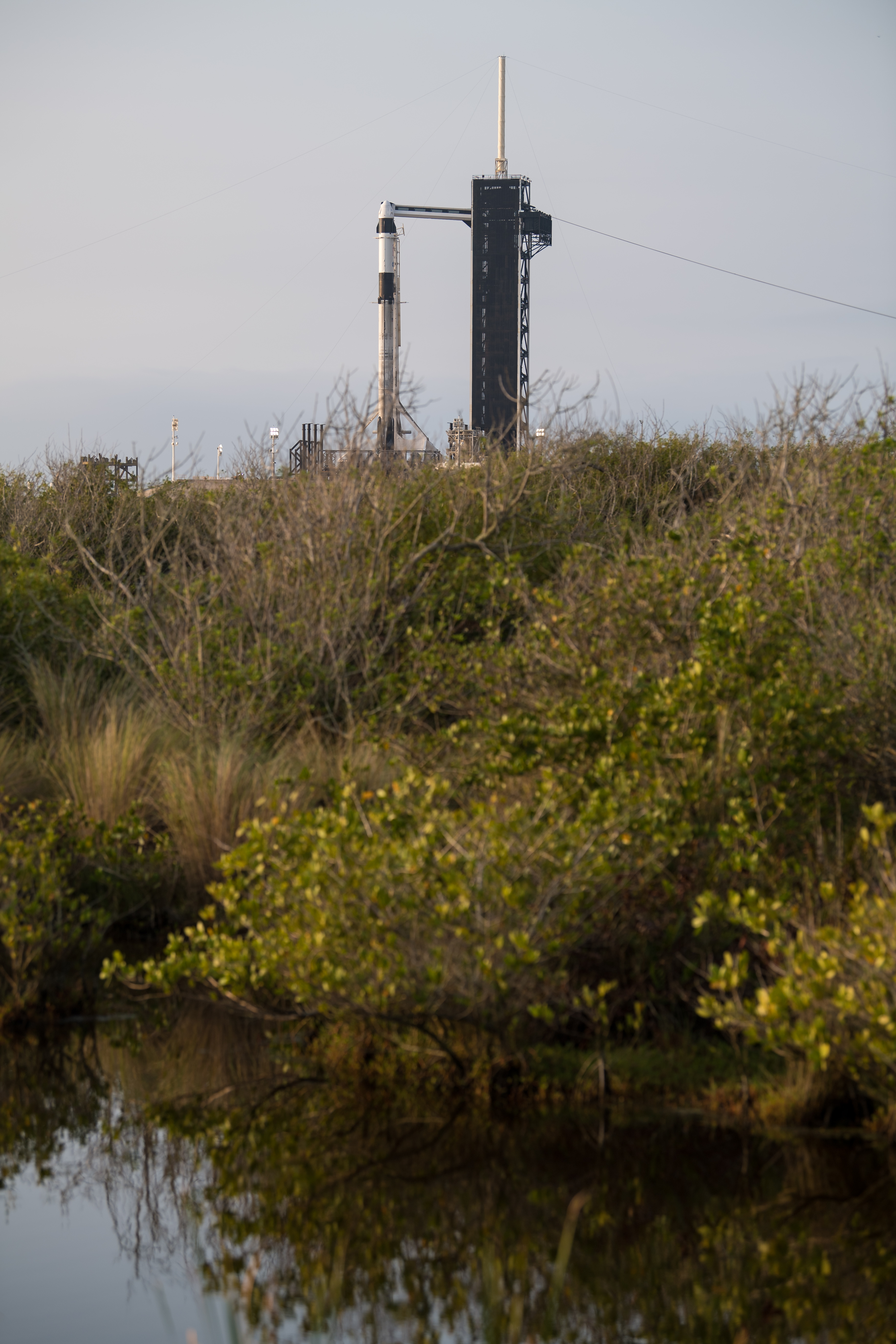
Falcon 9 před startem
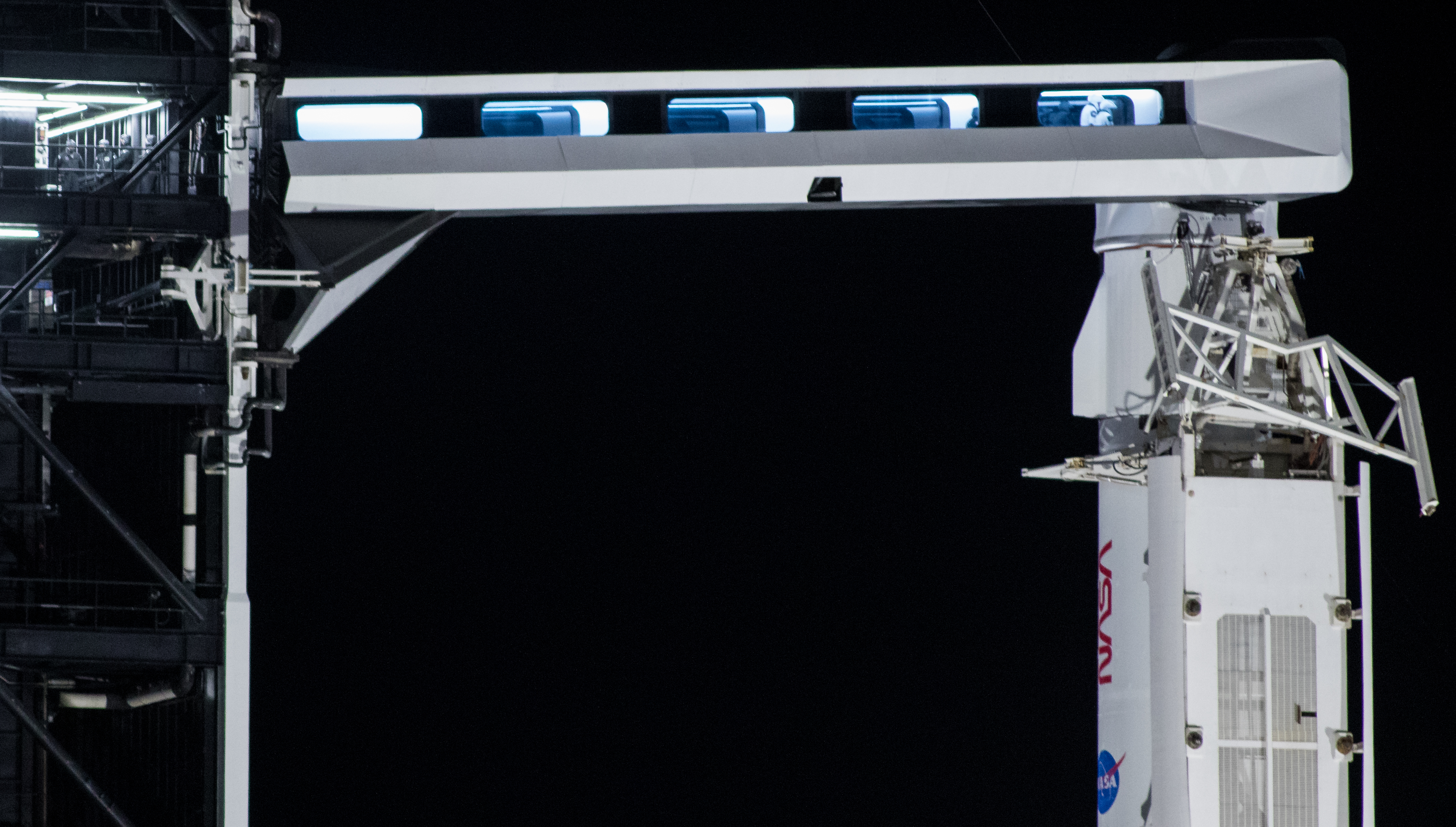
Rameno pro nástup posádky připojené ke Crew Dragonu
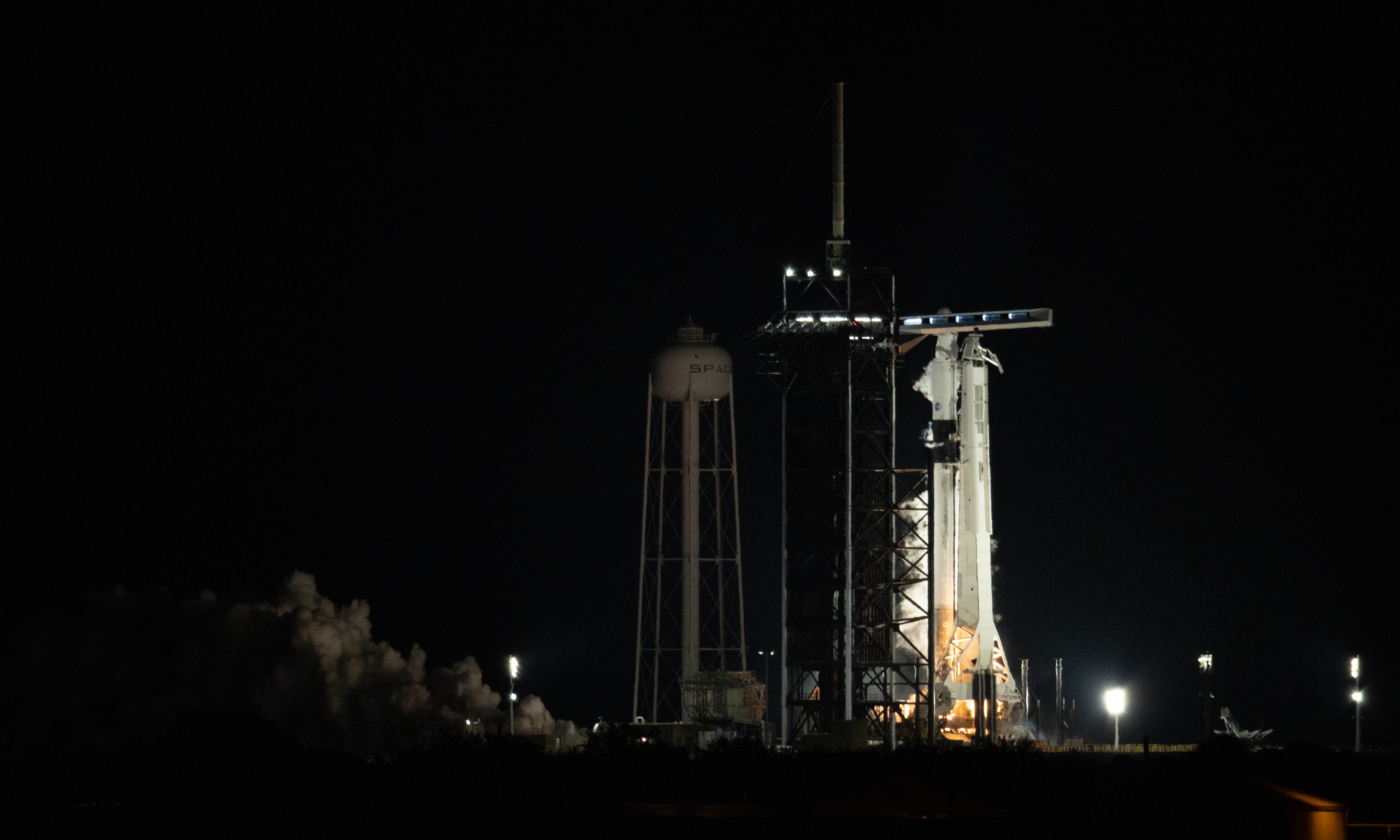
Statický zážeh
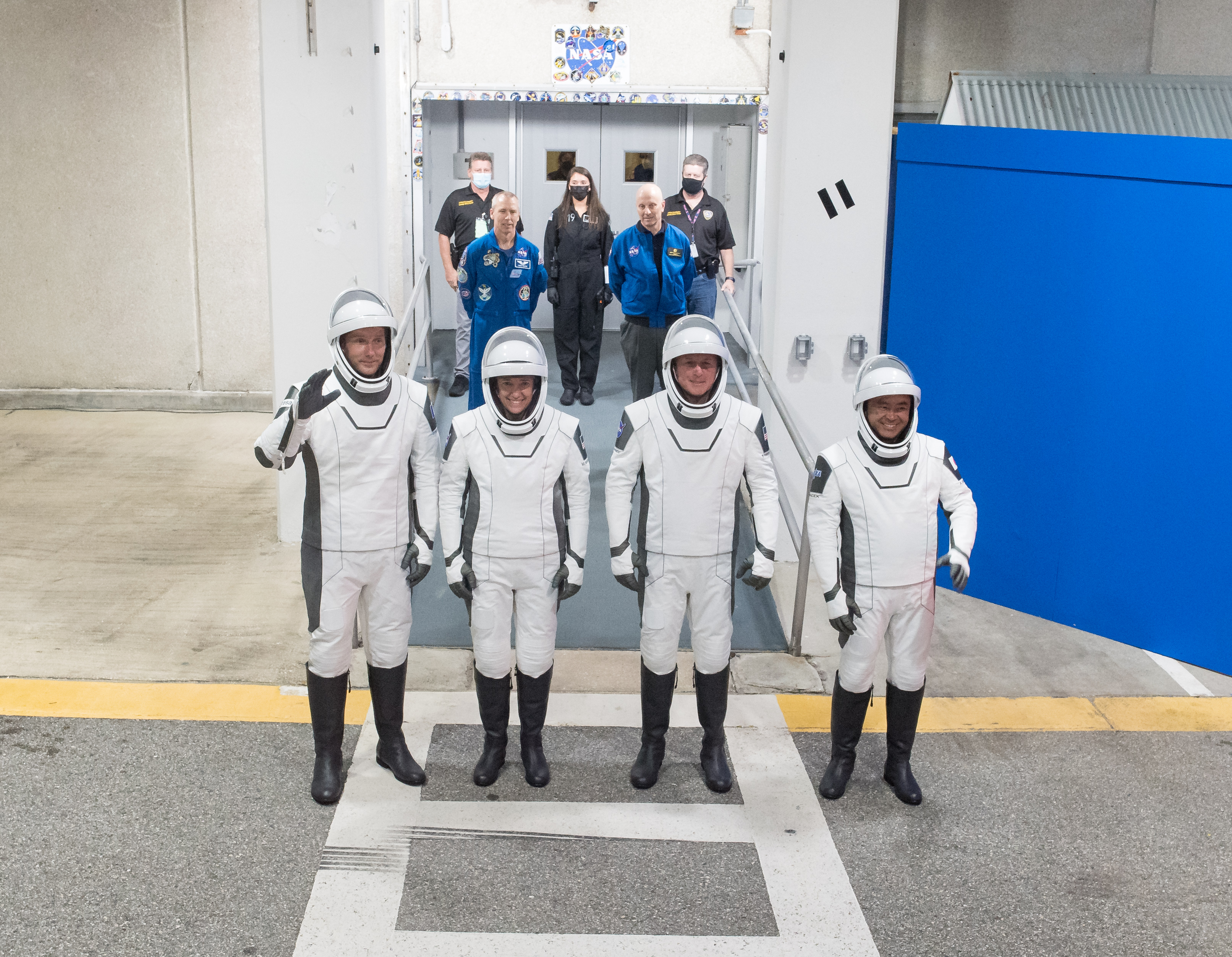
Zleva: Pesquet, Hošide, Kimbrough, McArthurová
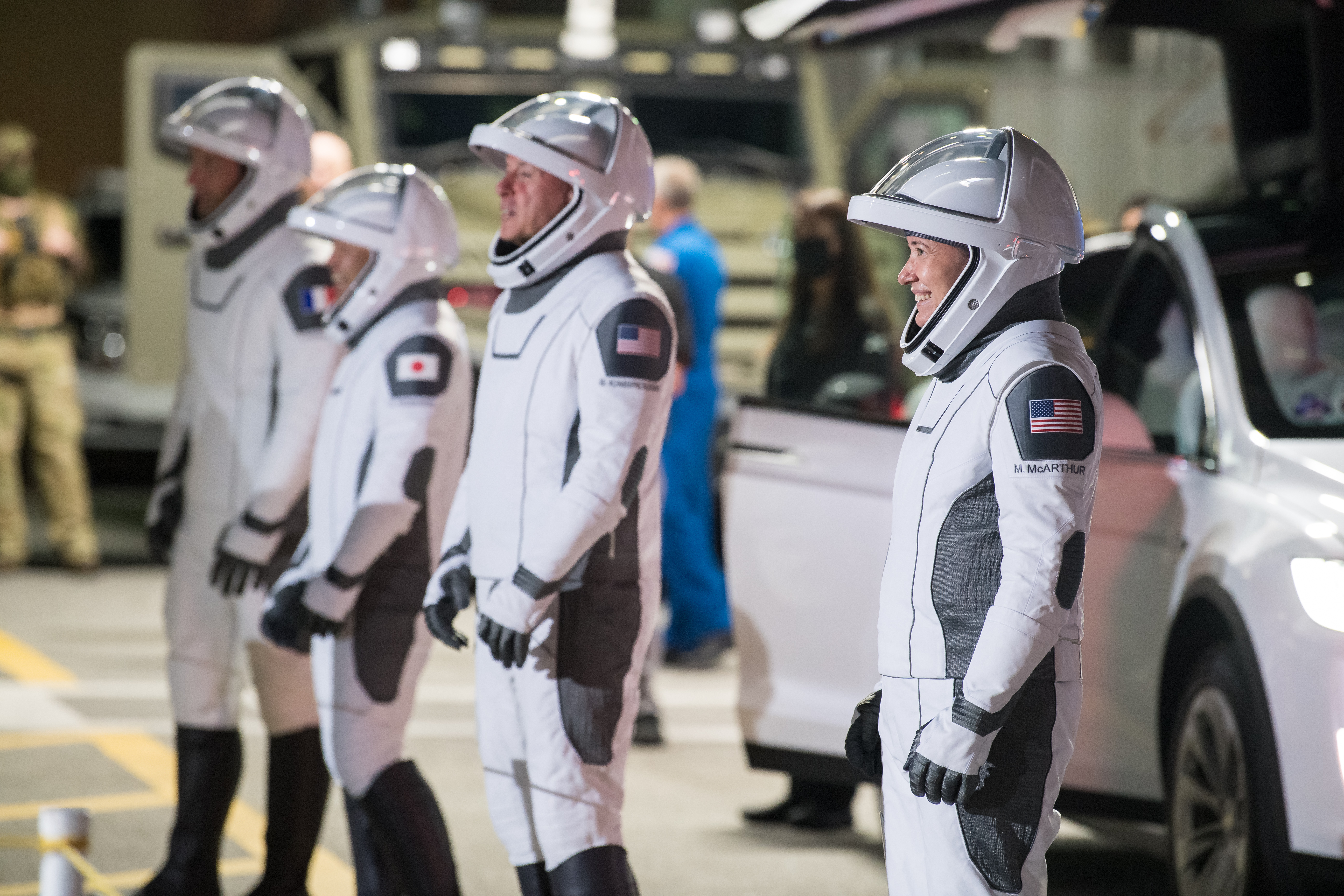
Posádka před odjezdem na rampu
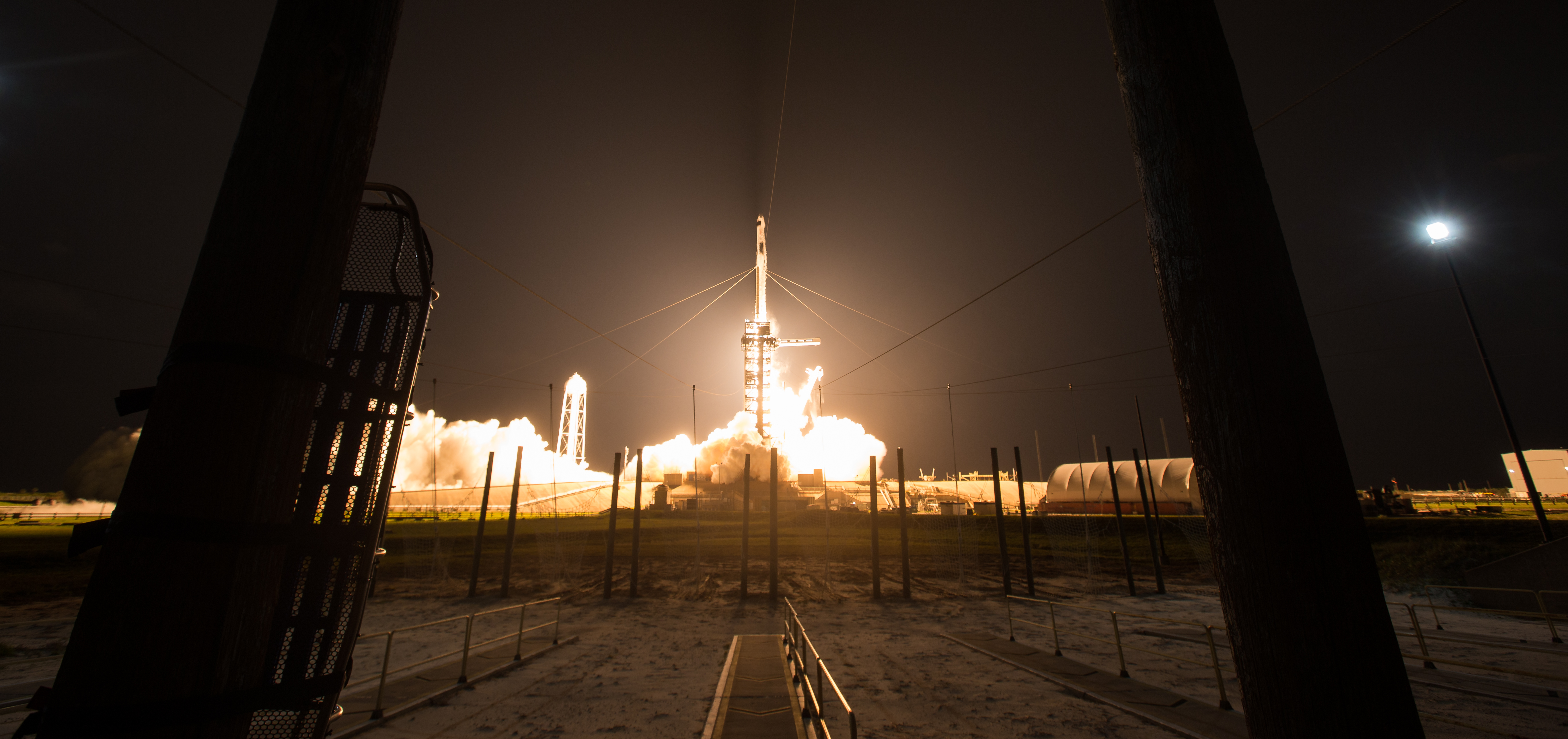
Start mise Crew-2
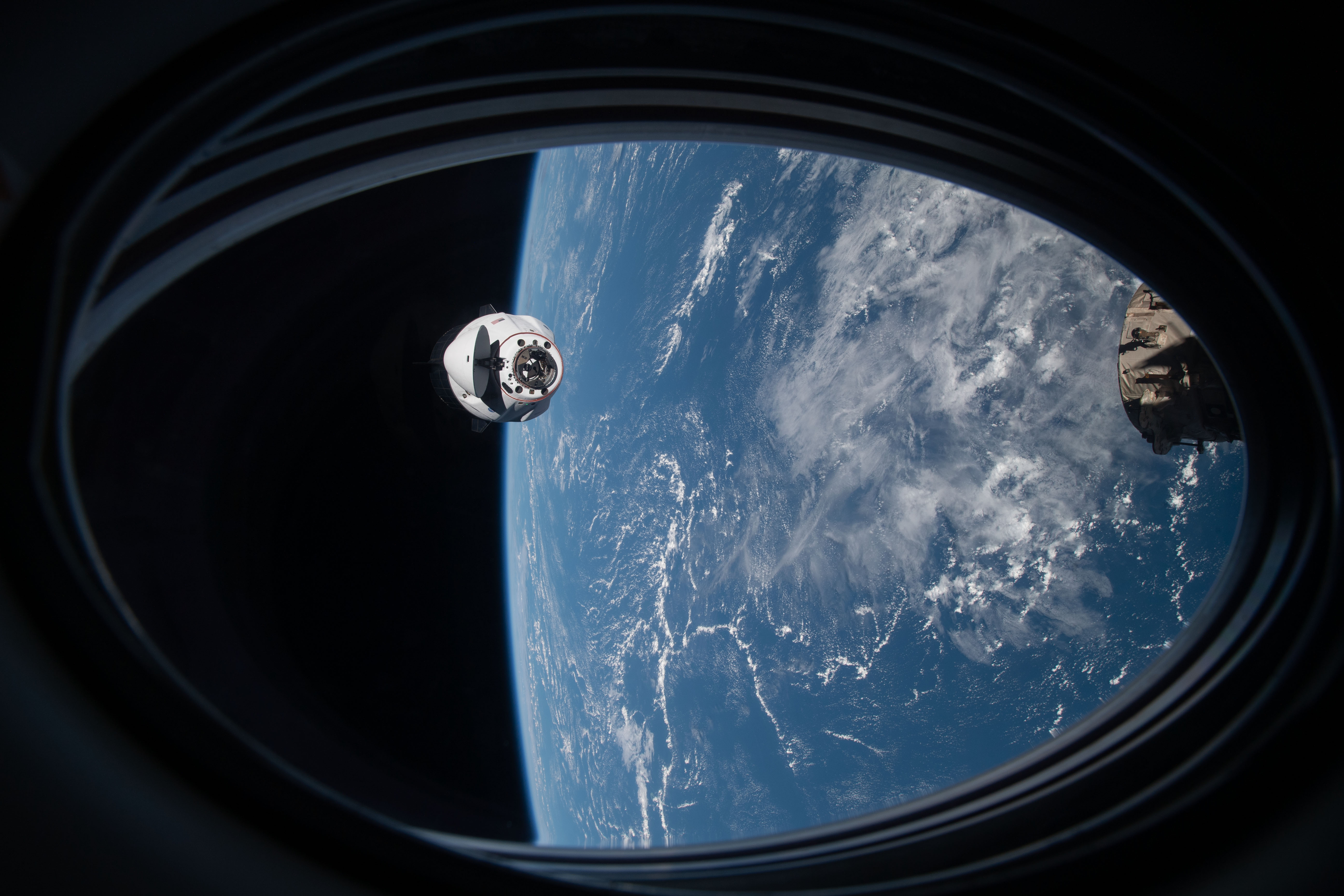
Crew Dragon Endeavour přibližující se k ISS.
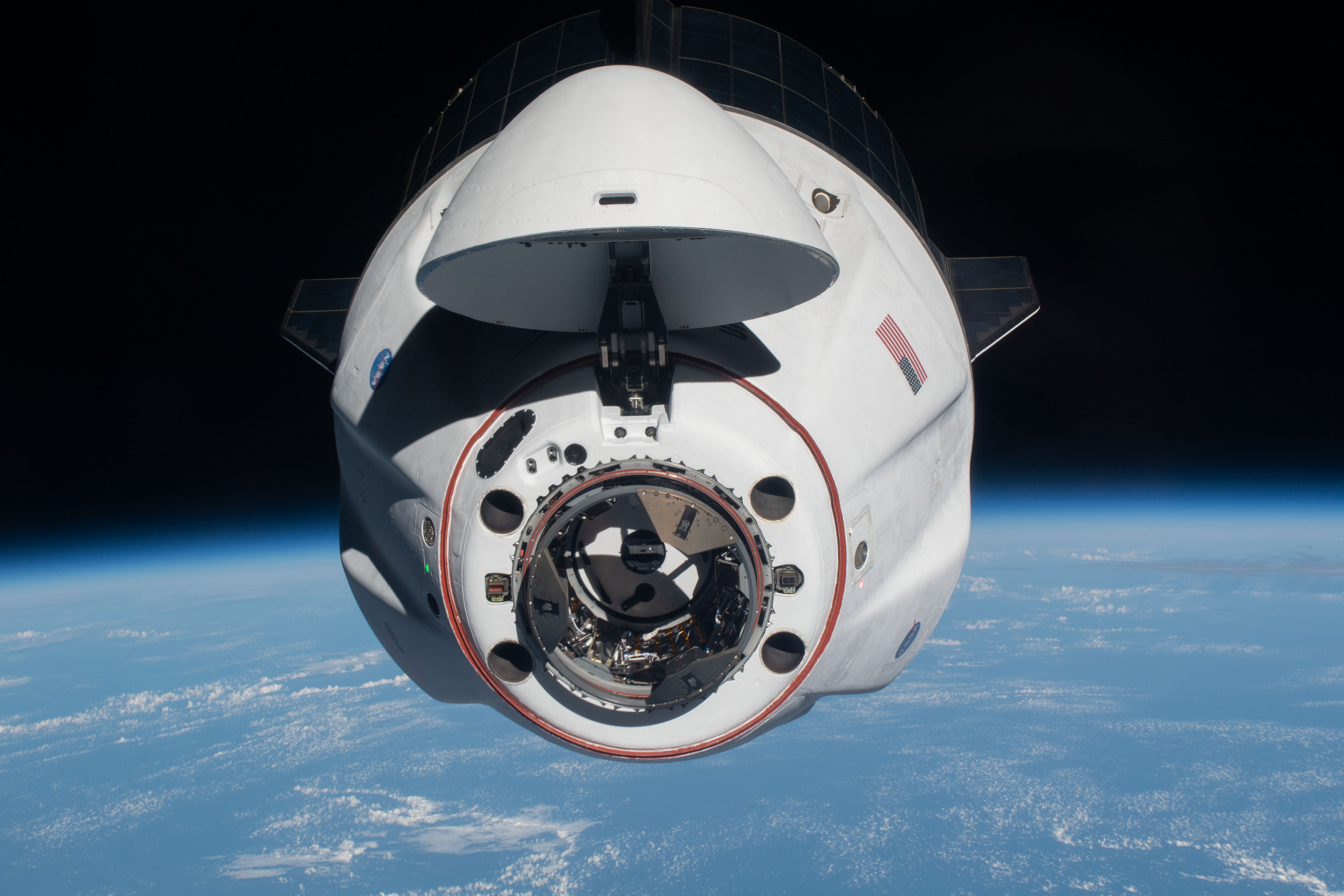
Crew Dragon Endeavour (vlevo) se přibližije k IDA-2 (napravo)
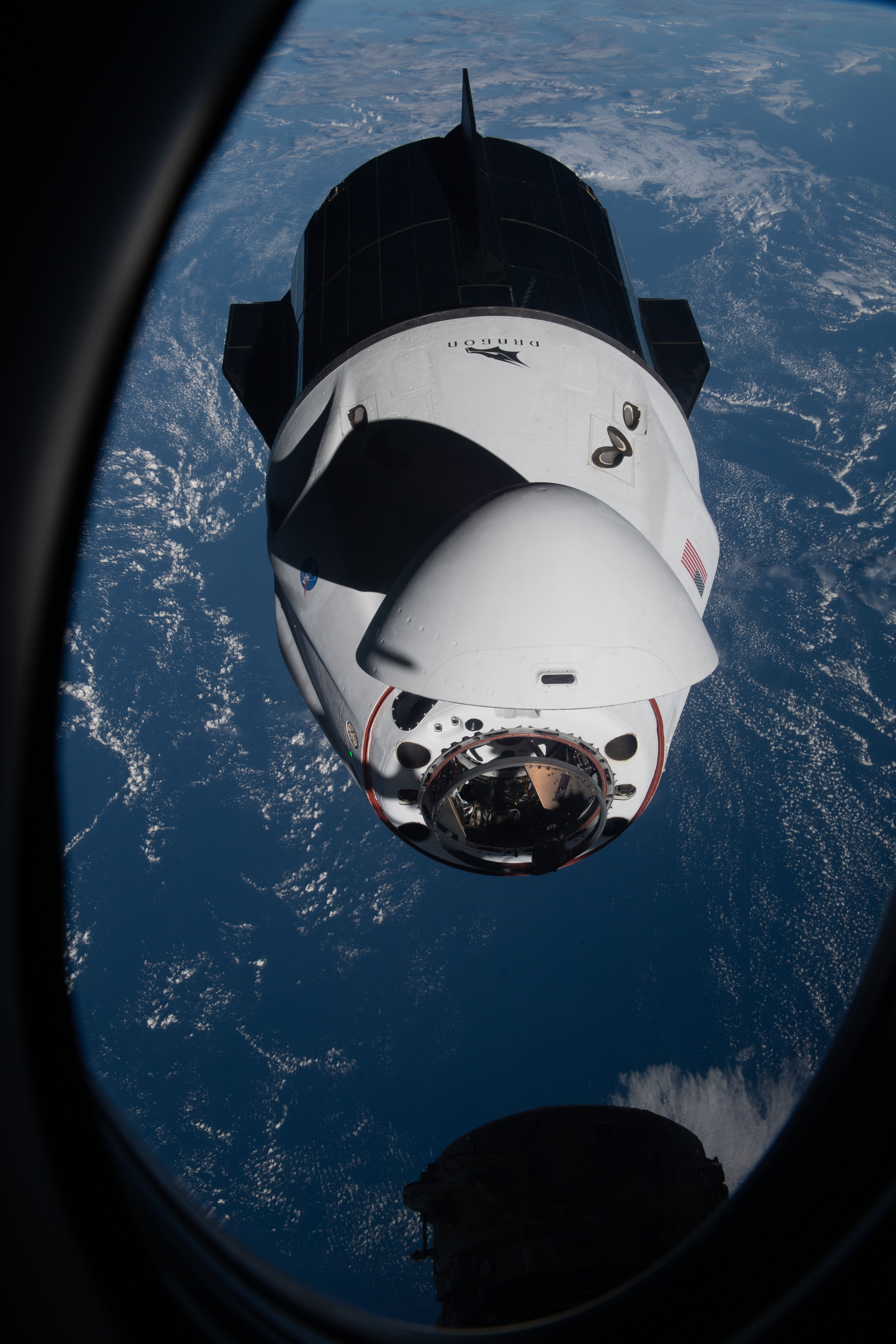
Crew Dragon Endeavour během dokování k ISS
- Crew Dragon Endeavour během dokování